# Jabber Jaw
Jabber Jaw (Jabberjaw), noto anche come Lo squalo Jabber, è una serie televisiva animata statunitense del 1976, creata da Joe Ruby e Ken Spears.
Prodotta da Hanna-Barbera, la serie è stata trasmessa per la prima volta negli Stati Uniti su ABC dall'11 settembre al 18 dicembre 1976, per un totale di 16 episodi ripartiti su una stagione. In Italia è stata trasmessa sulle televisioni locali, all’interno di Fantasupermega, dal 9 marzo 1980.

## Trama
Nell'anno 2076, il gruppo musicale dei Nettuno composto da Biff, Bolla, Testa di Vongola e Shelly ha come batterista un enorme squalo parlante e anfibio, Jabber Jaw. Ad ogni tappa delle loro tournée sottomarine finiscono regolarmente per imbattersi in criminali e personaggi inquietanti dalle spropositate mire di conquista. Grazie soprattutto al provvidenziale intervento di Jabber Jaw, i Nettuno riescono ad impedire, di volta in volta, che i cattivi abbiano la meglio. Il personaggio durante l'arco della serie ha la voce di Mario Brusa.

## Episodi
| n° | Titolo originale                         | Titolo italiano                     | Prima TV USA      | Prima TV Italia |
| -- | ---------------------------------------- | ----------------------------------- | ----------------- | --------------- |
| 1  | Dr. Lo Has Got to Go                     | Dr. Lo deve andare                  | 11 settembre 1976 | 9 marzo 1980    |
| 2  | There's No Place Like Outer Space        | Non c'è nessun posto come lo spazio | 18 settembre 1976 | 1980            |
| 3  | Atlantis, Get Lost                       | L'Atlantide scompare                | 25 settembre 1976 | 18 aprile 1980  |
| 4  | Run, Jabber, Run                         | Corri Jabber, corri                 | 2 ottobre 1976    | 1980            |
| 5  | The Sourpuss Octopuss                    | Il polpo brontolone                 | 9 ottobre 1976    | 1980            |
| 6  | Hang Onto Your Hat, Jabber               | Tieniti su il cappello, Jabber      | 16 ottobre 1976   | 1980            |
| 7  | The Great Shark Switch                   |                                     | 23 ottobre 1976   | 1980            |
| 8  | Claim-Jumped Jabber                      |                                     | 30 ottobre 1976   | 1980            |
| 9  | Ali Jabber and the Secret Thieves        | Ali Jabber ed i Ladri Segreti       | 6 novembre 1976   | 1980            |
| 10 | Help, Help, It's the Phantom of the Kelp |                                     | 13 novembre 1976  | 1980            |
| 11 | No Helpin' the Sculpin                   |                                     | 20 novembre 1976  | 1980            |
| 12 | The Bermuda Triangle Tangle              |                                     | 25 novembre 1976  | 1980            |
| 13 | Malice in Aqualand                       |                                     | 27 novembre 1976  | 1980            |
| 14 | The Fast-Paced Chase Race                |                                     | 4 dicembre 1976   | 1980            |
| 15 | The Piranha Plot                         |                                     | 11 dicembre 1976  | 1980            |
| 16 | There's No Heel Like El Eel              |                                     | 18 dicembre 1976  | 1980            |

## Personaggi e doppiatori
- Jabberjaw, un Carcharodon carcharias antropomorfo, batterista e mascotte della band dei Nettuno, innamorato di Shelly, non ricambiato. Come tutti gli squali bianchi, è dotato di grande forza bruta e mascelle potenti. Tuttavia, ha un animo gentile, amichevole e affettuoso, ma quando ce n'è bisogno sa essere tenace e grintoso. La sua battuta ricorrente è "Nessun rispetto". È doppiato in lingua originale da Frank Welker, in italiano di Mario Brusa.
- Sberla/Biff, chitarra solista e leader della band. È lui ad organizzare ogni concerto. È un ragazzo alto e muscoloso, dai corti capelli castani. Veste una tuta blu. Voce originale di Tommy Cook.
- Shelly, suonatrice di tamburelli e cantante della band. È estremamente viziata ed altezzosa, si crede la vera star della band e spesso tratta con sufficienza i suoi amici, soprattutto Jabber. Ha lunghi capelli neri e veste una tuta fucsia. Voce originale di Patricia Parris.
- Bolla/Bubbles, tastierista della band, ragazza ingenua ed ottusa. Ha l'abitudine di fare battute fuori luogo nelle situazioni più complicate. Ha capelli ricci biondi e veste una tuta viola. voce originale di Julie McWhirter.
- Mollusco/Clamhead, bassista della band, migliore amico di Jabber. Un ragazzo balbuziente, alto e magro, dai capelli castano chiaro. Veste una tuta arancione e un cappellino da marinaio. Voce originale di Barry Gordon.

## Produzione e distribuzione
Prodotta dagli studi Hanna-Barbera e trasmessa per la prima volta negli Stati Uniti d'America nel 1976 dalla rete televisiva ABC.
In Italia la serie è andata in onda nel circuito delle televisioni private locali, a partire dal 1980 e in un contenitore per ragazzi intitolato Fanta Super Mega. Successivamente la serie è stata trasmessa anche da Rai 1, Cartoon Network, Boomerang e Boing con le repliche in onda dal 17 luglio 2006.